# Clube Desportivo da Huíla
Clube Desportivo da Huíla, kurz CD Huíla genannt, ist ein Fußballverein aus Lubango, Hauptstadt der Provinz Huíla in Angola.
Der CD Huíla empfängt seine Gäste im 20.000 Zuschauer fassenden Estádio do Ferroviário, weicht gelegentlich aber auch in das Estádio Nacional da Tundavala aus.
Nachdem der Verein ursprünglich 1955 noch unter portugiesischer Kolonialverwaltung entstanden, und im Zusammenhang mit der Unabhängigkeit Angolas 1975 aufgegeben worden war, erfuhr er am 7. März 1998 seine Neugründung, aus dem Umfeld der Angolanischen Armee.
Der CD Huíla gehört zu den etablierten Vereinen der obersten Spielklasse Angolas, der Profiliga Girabola. Nach Abstiegen 2003 und 2010 in die zweite Liga, dem Gira Angola, folgten Wiederaufstiege 2004 bzw. 2012. Ein Meisterschafts- oder Pokalgewinn gelang dem Klub bisher nicht. Die Teilnahme am CAF Confederation Cup 2014 kann somit als bisher größter Vereinserfolg gelten. Der CD Huíla setzte sich dabei in der Qualifikationsrunde gegen den CF Mounana aus Gabun durch, schied dann aber nach zwei Niederlagen gegen den tunesischen Club Athlétique Bizertin aus.